# 0年
0年存在於：
- 佛曆[1]、緬曆、傣曆
- 印度曆
- 天文計年（公元前1年為0年）
- ISO 8601[2]（公元前1年為0000年）
- 全新世紀年（又称人类纪年、人元，公元前1年為10000年）

不存在於：
- 格里曆，即现行公历，又稱「公曆紀年」、「西元紀年」，為當今國際通用之紀年法，相傳以耶穌降生之年為元年。公元1年之前的一年是公元前1年。
- 儒略曆，格里曆的前身。
- 主体纪年，朝鲜民主主義人民共和國侧重表现金日成诞生之后的历史，主体元年前的历史表达较少，历史事件的时间一般使用模糊处理，主体纪年后的历史会加注西元记法。

不使用“0”：
- 民国纪年，按現行紀年制度，以中華民國建立之年（1912）起算為民國元年。在此之前的歷史，若以民國紀年來計算，則以1911年為民國前1年，1910年為民國前2年，依此類推。民國紀年可換算為公元紀年，公式為民+1911=公。舉例來說，2025年即為民國114年。
- 年号，第一年用“元”表示，如“建元元年”。

## 千禧年的確定
21世纪的划分存在争议，有历史学家認為第3千年的開始是於2001年1月1日而非2000年1月1日，由于格里曆沒有0年的緣故，为了保证公元1世纪和前1世纪如其他世纪一样也有100个年份，因此把1世纪划分为1年-100年，以此类推，2000年是20世纪的最后一年以及第2千年的最後一年。